# چارلز هافمن (فیلم‌نامه‌نویس)
چارلز هافمن (انگلیسی: Charles Hoffman؛ ۲۸ سپتامبر ۱۹۱۱ – ۸ آوریل ۱۹۷۲) یک فیلم‌نامه‌نویس، و تهیه‌کننده اهل ایالات متحده آمریکا بود.
از فیلم‌نامه‌های قابل توجه او، آن دختر هاگن (۱۹۴۷)، بلو گاردنیا (۱۹۵۳)، و مجموعه‌های تلویزیونی ۱۹۶۰ میلادی بتمن و زنبور سبز می‌باشد.